# 鹿児島県道508号志布志停車場線
鹿児島県道508号志布志停車場線（かごしまけんどう508ごう しぶしていしゃじょうせん）は、鹿児島県志布志市を通る一般県道である

## 概要
志布志市志布志町志布志の志布志郵便局前交差点から志布志駅前交差点に至る。通称（志布志）駅前通り。志布志停車場とはJR九州日南線志布志駅のことで、この志布志停車場線を境に東側は志布志町志布志2丁目、西側は志布志町志布志3丁目となる。
旧志布志町時代から続く志布志市の中心部、志布志町志布志を南北に縦貫する道路の一つである。起点は志布志停車場、いわゆる志布志駅前の志布志駅前交差点であり、北北西へ150 mほど離れた志布志町志布志を東西に横断する国道220号交点（志布志郵便局前交差点）で終点となる。これは志布志駅から西へ延びていた国鉄志布志線廃止以前の志布志停車場線が駅前で途切れていたためであるが、現在は駅の志布志2丁目（現・志布志町志布志2丁目）側への移転や、志布志港側への志布志町による道路整備、前途の志布志線線路跡地に作られた志布志町道（現・志布志市道）の整備により駅前交差点が新設され、停車場線は市街地と港方面を結ぶ志布志市の主要道路となった。しかし港方への連絡後も停車場線の起点は停車場のままであり、停車場線の総延長は変わらず約150 mである。

### 路線データ
- 起点：鹿児島県志布志市志布志町志布志3丁目（志布志駅前）
- 終点：鹿児島県志布志市志布志町志布志2丁目（志布志郵便局前交差点、国道220号交点）
- 総延長：150 m

## 歴史
- 1958年（昭和33年） - 一般地方道認定（鹿児島県告示第772号）。
- 1990年（平成2年） - 志布志駅移転により、駅南側町道と連絡。

## 路線状況

### 通称
志布志駅前に位置することから（志布志）駅前通りと呼ばれる。

## 地理

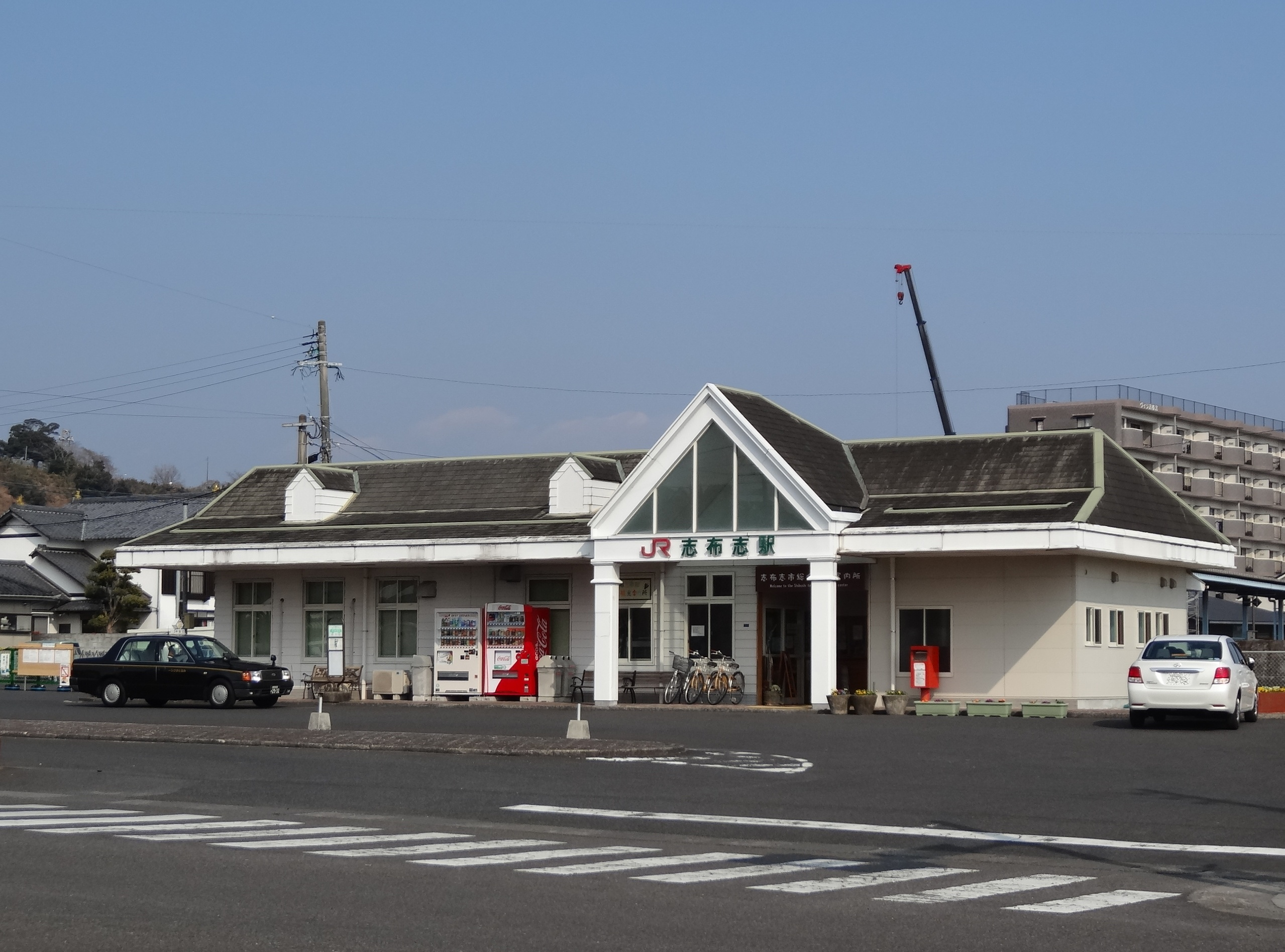
起点の志布志停車場（志布志駅）

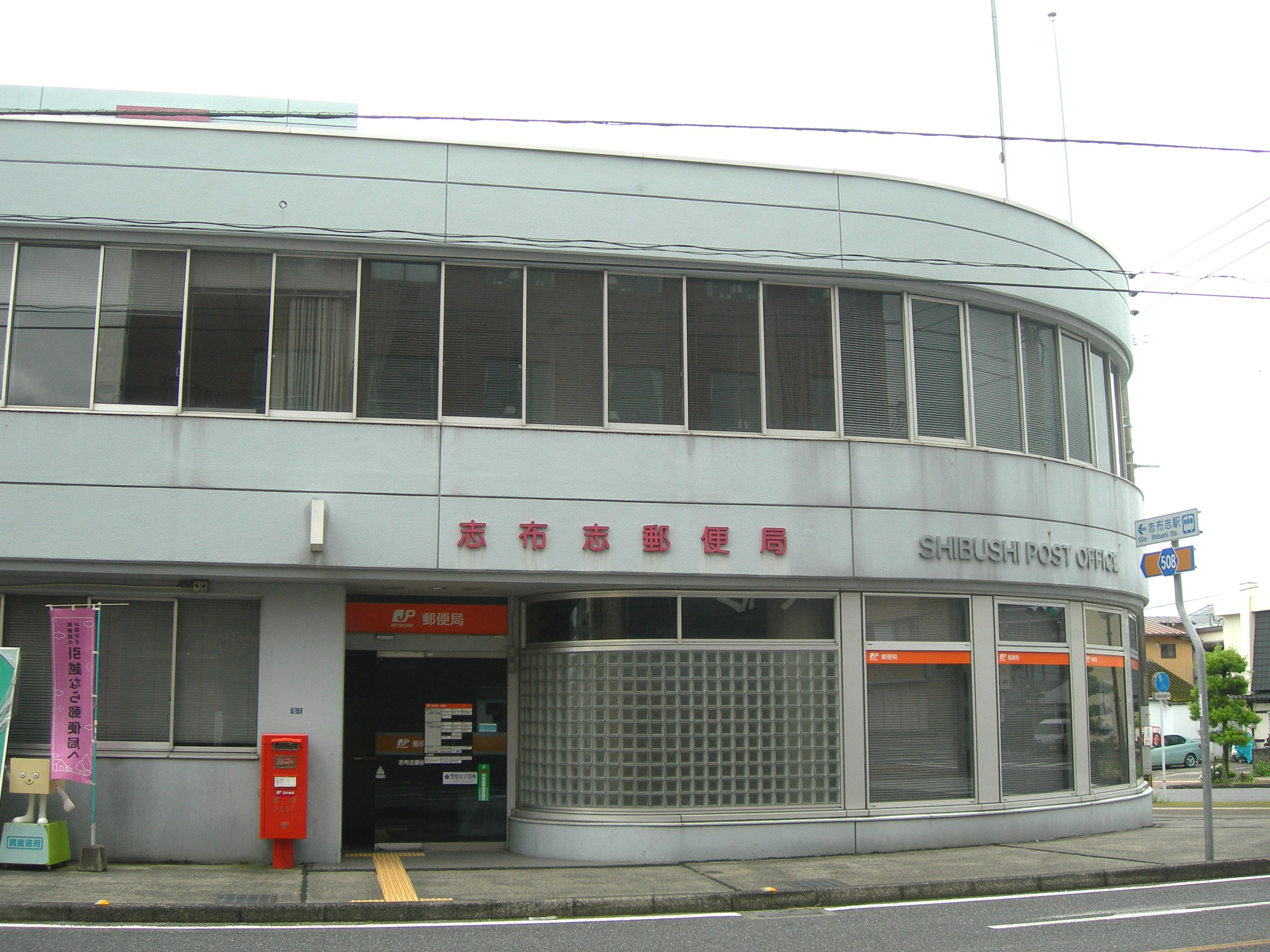
終点前に立地する志布志郵便局

志布志停車場線は沿岸地域の平地を走っており、主だった勾配は存在しない。

### 通過する自治体
- 志布志市

### 交差する道路
| 交差する道路 | 交差する場所        | 交差する場所                |
| ------------ | ------------------- | --------------------------- |
| 国道220号    | 志布志町志布志2丁目 | 志布志郵便局前交差点 / 終点 |

### 沿線
- JR九州日南線 志布志駅
- 志布志郵便局